# Raphidocelis
Raphidocelis, rod zelenih algi iz porodice Selenastraceae. Postoji 15 taksonomski priznatih vrsta, sve su slatkovodne

## Vrste
1. Raphidocelis arcuata (G.M.Smith) P.Marvan, J.Komárek & A.Comas
2. Raphidocelis danubiana (Hindák) Marvan, Komárek & Comas
3. Raphidocelis extensa (Korshikov) Komárek
4. Raphidocelis inclinata Nygaard, Komárek, J.Kristiansen & O.M.Skulberg
5. Raphidocelis mayorii (G.S.West) Marvan, Komárek & Comas
6. Raphidocelis microscopica (Nygaard) Marvan, Komárek & Comas
7. Raphidocelis mucosa (Korshikov) Komarek
8. Raphidocelis pseudomucosa Krienitz
9. Raphidocelis roselata (Hindák) Marvan, Komárek & Comas
10. Raphidocelis rotunda (Korshikov) Marvan, Komárek & Comas
11. Raphidocelis sigmoidea Hindák - tip
12. Raphidocelis subcapitata (Korshikov) Nygaard, Komárek, J.Kristiansen & O.M.Skulberg
13. Raphidocelis turfosa G.Uherkovich
14. Raphidocelis valida Nygaard, Komárek, J.Kristiansen & O.M.Skulberg
15. Raphidocelis van-goorii Nygaard, Komárek, J.Kristiansen & O.M.Skulberg